# Felix Emanuel Brod
Felix Emanuel Brod (* 27. April 1989 in Duisburg) ist deutscher Filmregisseur und Drehbuchautor.

## Werdegang
Brod drehte seine ersten Filme bereits in jungen Jahren mit der High-8 Kamera seines Großvaters.
Von 2010 bis 2016 studierte er „Motion Pictures“ am Mediencampus der Hochschule Darmstadt. Sein Kurzfilm Die Geheimagentin wurde 2013 auf dem up-and-coming Filmfestival in Hannover gezeigt. 2015 gewann er mit seinem Hackerthriller Grey Hat den Hessischen Filmpreis in der Kategorie „Bester Hochschulfilm“. Ebenso wurde der Film beim Lichter Filmfest 2016 gezeigt.
Felix Emanuel Brod lebt und arbeitet in Frankfurt am Main.

## Filmographie
- 2015 – Grey Hat, Spielfilm (62 min)[3]
- 2013 – Die Geheimagentin, Kurzspielfilm (16 min)[4]
- 2011 – 100%BIO, Werbe-Satire (4 min)[5]
- 2007 – NVGS20, Found Footage Zombiehorror, Spielfilm (60 min)